# Srul Irving Glick
Srul Irving Glick (CM) (født 8. september 1934 i Toronto, Canada - død 17. april 2002) var en jødisk/canadisk komponist, dirigent, lærer og producer.
Glick studerede komposition på Toronto University med endt eksamen (1955). Han studerede herefter videre i Paris hos bl.a. Darius Milhaud. Han var senere lærer i komposition på Det Kongelige Musikkonservatorium i Toronto. Han har skrevet tre symfonier, orkesterværker, kammermusik, koncertmusik, korværker, liturgiskmusik, vokalmusik etc. Han hører til de vigtigste canadiske komponister i nyere tid. Han var producer på CBC (Canadian Broadcasting Corporation)(1962-1986).

## Udvalgte værker
- Symfoni nr. 1 (1966) - for kammerorkester
- Symfoni nr. 2 (1967) - for fløjte, vibrafon, slagtøj og strygeorkester
- Dansesymfoni (nr. 3) "Arv" (1967) - for slagtøj, klaver, strygeorkester og strygekvintet
- Symfonisk elegi - for strygeorkester